# Leila Mes’chi
Leila Mes’chi, verheiratet Leila Nadibaidse (georgisch ლეილა მესხი, russisch Ле́йла Георгиевна Ме́схи; * 5. Januar 1968 in Tiflis, Georgische SSR, Sowjetunion) ist eine ehemalige georgische Tennisspielerin.

## Karriere
Mes’chi, die auf der WTA Tour jeweils fünf Einzel- und Doppeltitel gewann, erreichte am 5. August 1991 mit Position 12 der WTA-Weltrangliste die beste Platzierung ihrer Profikarriere. Für das Vereinte Team gewann sie bei den Olympischen Spielen 1992 mit Natallja Swerawa als Partnerin die Bronzemedaille im Doppel. 1994 bestritt sie für die georgische Fed-Cup-Mannschaft sechs Partien, von denen sie fünf gewann. Ihre fünf Fed-Cup-Partien für das sowjetische Team hatte sie allesamt verloren.

## Erfolge

### Einzel

#### Turniersiege
| Nr. | Datum             | Turnier    | Kategorie   | Finalgegnerin    | Ergebnis       |
| --- | ----------------- | ---------- | ----------- | ---------------- | -------------- |
| 1.  | 12. November 1989 | Brentwood  | WTA Tier V  | Helen Kelesi     | 6:2, 6:3       |
| 2.  | 4. Februar 1990   | Auckland   | WTA Tier V  | Sabine Appelmans | 6:1, 6:0       |
| 3.  | 7. Oktober 1990   | Moskau     | WTA Tier V  | Olena Brjuchowez | 6:4, 6:4       |
| 4.  | 10. Februar 1991  | Wellington | WTA Tier V  | Andrea Strnadová | 3:6, 7:63, 6:2 |
| 5.  | 14. Januar 1995   | Hobart     | WTA Tier IV | Li Fang          | 6:2, 6:3       |

#### Finalteilnahmen
| Nr. | Datum          | Turnier            | Kategorie   | Belag             | Turniersiegerin           | Ergebnis      |
| --- | -------------- | ------------------ | ----------- | ----------------- | ------------------------- | ------------- |
| 1.  | April 1988     | Singapur           | WTA Tier V  | Hartplatz         | Monique Javer             | 6:7, 3:6      |
| 2.  | März 1989      | Oklahoma City      | WTA Tier V  | Hartplatz (Halle) | Manon Bollegraf           | 4:6, 4:6      |
| 3.  | Februar 1990   | Wellington         | WTA Tier V  | Hartplatz         | Wiltrud Probst            | 6:1, 4:6, 0:6 |
| 4.  | November 1990  | Indianapolis       | WTA Tier IV | Hartplatz (Halle) | Conchita Martínez         | 4:6, 2:6      |
| 5.  | April 1991     | Hilton Head Island | WTA Tier I  | Sand              | Gabriela Sabatini         | 1:6, 1:6      |
| 6.  | September 1991 | Bayonne            | WTA Tier IV | Teppich (Halle)   | Manuela Maleeva-Fragnière | 6:4, 3:6, 4:6 |

### Doppel

#### Turniersiege
| Nr. | Datum        | Turnier       | Kategorie    | Belag           | Partnerin                 | Finalgegnerinnen                  | Ergebnis      |
| --- | ------------ | ------------- | ------------ | --------------- | ------------------------- | --------------------------------- | ------------- |
| 1.  | Februar 1990 | Auckland      | WTA Tier IV  | Hartplatz       | Natalija Medwedjewa       | Jill Hetherington Robin White     | 3:6, 6:3, 7:6 |
| 2.  | Februar 1990 | Wellington    | WTA Tier V   | Hartplatz       | Natalija Medwedjewa       | Michelle Jaggard Julie Richardson | 6:3, 2:6, 6:4 |
| 3.  | Februar 1993 | Linz          | WTA Tier III | Teppich (Halle) | Jewgenija Manjukowa       | Conchita Martínez Judith Wiesner  | kampflos      |
| 4.  | April 1993   | Amelia Island | WTA Tier II  | Sand            | Manuela Maleeva-Fragnière | Amanda Coetzer Inés Gorrochategui | 3:6, 6:3, 6:4 |
| 5.  | Februar 1994 | Linz          | WTA Tier III | Teppich (Halle) | Jewgenija Manjukowa       | Åsa Carlsson Caroline Schneider   | 6:2, 6:2      |

## Abschneiden bei Grand-Slam-Turnieren

### Einzel
| Turnier         | 1988 | 1989 | 1990 | 1991 | 1992 | 1993 | 1994 | 1995 | Karriere |
| --------------- | ---- | ---- | ---- | ---- | ---- | ---- | ---- | ---- | -------- |
| Australian Open | —    | —    | 3    | —    | AF   | 1    | 1    | 1    | AF       |
| French Open     | —    | 1    | 3    | AF   | AF   | 3    | 3    | —    | AF       |
| Wimbledon       | 2    | —    | 1    | —    | 1    | 1    | 1    | —    | 2        |
| US Open         | 3    | 3    | VF   | 3    | 2    | 2    | AF   | —    | VF       |

### Doppel
| Turnier         | 1987 | 1988 | 1989 | 1990 | 1991 | 1992 | 1993 | 1994 | 1995 | Karriere |
| --------------- | ---- | ---- | ---- | ---- | ---- | ---- | ---- | ---- | ---- | -------- |
| Australian Open | —    | —    | —    | VF   | —    | AF   | 1    | AF   | VF   | VF       |
| French Open     | —    | —    | 1    | AF   | AF   | 1    | AF   | VF   | —    | VF       |
| Wimbledon       | 1    | 2    | —    | 2    | —    | —    | —    | —    | —    | 2        |
| US Open         | —    | 1    | 2    | VF   | HF   | AF   | 2    | 2    | —    | HF       |

## Persönliches
Mes’chi ist seit 1988 mit Pavil Nadibaidze verheiratet. 1995 gründete sie eine Tennisakademie in Tiflis die ihren Namen trägt.